# Thanh Bình, Hải Châu
Thanh Bình là một phường thuộc quận Hải Châu, thành phố Đà Nẵng, Việt Nam.

## Địa lý
Phường Thanh Bình có vị trí địa lý:
- Phía đông giáp phường Thuận Phước
- Phía tây giáp quận Thanh Khê
- Phía nam giáp phường Thạch Thang
- Phía bắc giáp Biển Đông (Vịnh Đà Nẵng).

Phường Thanh Bình có diện tích là 1,76 km², dân số năm 2023 là 21.283 người, mật độ dân số là 12.092 người/km².
Thanh Bình có địa hình bằng phẳng, phần lớn là đất cát biển. Vịnh Đà Nẵng là địa điểm trọng yếu của thành phố Đà Nẵng. Vào ngày 1/9/1858, lính Pháp và Tây Ban Nha đã đánh thành phố thông qua vịnh này.

## Lịch sử
So với các phường trong quận Hải Châu, đơn vị hành chính phường Thanh Bình hình thành muộn hơn. Tháng 7 năm 1954, thực hiện Hiệp định Giơnevơ, quân đội Pháp ở miền Bắc Việt Nam chuyển quân về phía nam vĩ tuyến 17, sông Bến Hải, Quảng Trị. Trong đó, một số binh lính trong quân đội Pháp mang theo cả gia đình vào sinh sống tại khu vực ven biển Thanh Bình, Đà Nẵng. Từ đó, dân cư qui tụ ngày càng đông. Chính quyền Nguỵ thành lập xã Thanh Hà, sau đó tách địa giới hành chính và lập ra khu phố Xương Bình. Khu phố Xương Bình là tiền thân của phường Thanh Bình ngày nay.
Ngày 24 tháng 10 năm 2024, Ủy ban Thường vụ Quốc hội ban hành Nghị quyết số 1251/NQ-UBTVQH15 về việc sắp xếp đơn vị hành chính cấp huyện, cấp xã của thành phố Đà Nẵng giai đoạn 2023 – 2025 (nghị quyết có hiệu lực từ ngày 1 tháng 1 năm 2025). Theo đó, điều chỉnh 0,19 km² diện tích tự nhiên của phường Thuận Phước vào phường Thanh Bình.
Sau khi điều chỉnh, phường Thanh Bình có 1,76 km² diện tích tự nhiên và quy mô dân số là 21.283 người.

## Xã hội

### Giáo dục
Phường Thanh Bình có khoảng 10 trường học từ Mầm non đến Đại học. Trong đó có một số trường học tiêu biểu:
- Trường Tiểu học Ông Ích Khiêm nằm ở 75 Ông Ích Khiêm.
- Trường Trung học cơ sở Lê Hồng Phong ở 36 Hải Sơn.
- Trường Đại học Sư phạm Kĩ thuật ở 48 Cao Thắng.

Tỉ lệ mù chữ là 0,2%.

### Y tế
Có trạm Y tế phường Thanh Bình ở 51 Thanh Thủy.
Phường có khoảng 5.000 hộ gia đình trong đó có khoảng 90% số hộ đạt mức sống khá trở lên: 9,5/10 hộ có xe máy và 3/10 hộ có ô tô.